# اوست-آنوی
اوست-آنوی (به لاتین: Ust-Anuy) یک منطقهٔ مسکونی در روسیه است که در سرزمین آلتای واقع شده‌است.